# Station Moskva Oktjabrskaja
Station Moskva Oktjabrskaja (Russisch: Москва Октябрьская), meestal Leningradski vokzal (Ленинградский вокзал) ofwel Leningradstation genoemd, is een van de negen kopstations van Moskou. Het station bevindt zich, net als het Jaroslavski en het Kazanski vokzal, aan het Komsomolskajaplein (Plein van de drie stations), ten noordoosten van het stadscentrum.
Het station werd gebouwd tussen 1844 en 1851 als eindpunt van de spoorlijn van Moskou naar Sint-Petersburg. Na de dood van tsaar Nicolaas I in 1856 werd het station naar hem Nikolajevski vokzal (Nicolaasstation) genoemd. Het eclectische gebouw met klokkentoren werd ontworpen door de architect Konstantin Thon, die eveneens tekende voor het gelijknamige en sterk gelijkende Nikolajevski vokzal in Sint-Petersburg, het huidige Moskoustation. In 1924 werd het station hernoemd tot Oktjabrski vokzal (Oktoberstation), ter ere van de Oktoberrevolutie; in 1937 kreeg het Leningradski vokzal zijn huidige naam (De Russische spoorwegen hanteren in de dienstregeling echter nog altijd de naam Moskva Oktjabrskaja). In 1950 en in 1972 werd het stationsgebouw gemoderniseerd.
Vanaf het Leningradski vokzal vertrekken treinen naar bestemmingen ten noordwesten van Moskou, waarvan Sint-Petersburg de belangrijkste is. Aansluiting op het metronet is er via het metrostation Komsomolskaja. Een tunnel verbindt het Leningradski vokzal met de twee andere stations aan het plein.